# 碑坝镇
碑坝镇，是中华人民共和国陕西省汉中市南郑区下辖的一个乡镇级行政单位。

## 行政区划
碑坝镇下辖以下地区：
碑坝社区、西沟村、茶园村、西江村、花园村、大竹村、韭菜岩村、大西坝村、四沟村、坝溪村、梁堂村、朱家坝村、陆家湾村、松树庵村、西河口村、大西河村、联盟村、松坪村、南岔河村、广家店村和回龙村。